# 清水一芳園
表示タイトル:
茶匠清水一芳園株式会社（ちゃしょうしみずいっぽうえん）は、京都市東山区に本店を置きカフェ運営並びに茶類販売を行い、大阪市福島区に本社事業部を置き茶類卸売業とフランチャイズ事業を営む会社。1945年の創業である。2024年3月に「抹茶カフェ宇治久兵衛」を京都市中京区に開店した。また主に料飲店向けの台湾茶も取扱い、同社の烏龍茶飲料は2008年にモンドセレクションの特別金賞を受賞した。